# Enteropogon
Enteropogon là một chi thực vật có hoa trong họ Hòa thảo (Poaceae).

## Loài
Chi Enteropogon gồm các loài: